# 三字集
《三字集》，於1931年9月發行，為台灣日治時期出版之無產階級宣傳刊物，以台灣話文寫成。《三字集》的編作與發行者是共產主義提倡者陳德興、陳神助、林水福、張城與簡吉等知名台灣共產黨政治人物。《三字集》為台灣無產階級或共產主義於台灣發行的首份通俗宣傳品，與同時間出品的《真理》、《二字集》相同，都是以「喚醒台灣階級意識」為目標的政治刊物。不過因為涉及反日，旋即遭封禁，而與著作相關人士，均於日本政府清共的過程中，遭逮捕入獄。

## 特色
以宣揚共產主義為目的《三字集》特色為文字通俗易懂，並深含政治目的，這兩項特色均有其背景。就文字普羅化方面，深受1920年末期台灣語文論戰影響，以讓農工等基層族群閱讀及使用起來方便為由，捨棄漢文寫作，強調臺灣話與文字合一。另外就政治目的方面，作為台灣共產黨週邊組織機關報之一的《三字集》，字裡行間皆為宣達無產階級之偉大。

## 背景
1929年10月，世界經濟大恐慌，社會主義思想風起雲湧，這風潮亦影響當時為日本殖民地的台灣。同時，同情社會主義的相關文學刊物亦相繼於台灣出刊，如《台灣文學》、《伍人報》、《明日》、《現代生活》、《赤道》、《新台灣戰線》等。
1931年，因應日本本土國內日趨緊張政經情勢，台灣大正民主時期的政治放鬆態勢亦隨之宣告結束。日人組成的統治台灣機器──台灣總督府為了壓制台灣本土政治運動所造成的反日風潮，大舉搜捕台灣社會主義組織成員，另一方面，如台灣文化協會的臺灣社會主義團體及相關許多文學刊物亦遭禁止運作與發行。
其中，文化協會成員詹以昌、陳崑崙與週邊組織台灣農民組合主要幹部簡吉、顏錦華等人開會研商相應對策。與會台灣社運團體成員均認為，要對抗日本資本與帝國主義的迫害，必須捨棄如文化協會的消極溫和做法，而改為較激烈的組織與社會活動來對抗。於具體做法上，他們亦認為發展共產組織是較適當做法。
在此認知下，同年8月，可算台灣共產黨後續週邊組織的臺灣赤色救援會成立，會中的會務發展決議裡面的重點之一，就是發行該組織機關報來宣揚擴大組織規模。9月末，赤色救援會機關報之一的《三字集》分上下兩卷發行，全文以通俗易懂為編輯要點。

## 發行
三字集以三字一句，兩句一押韻，以臺灣話寫成。因為字句通俗，貼近民眾，造成一定風潮。易琅上口的文章內容，不但有助於向無產大眾宣傳共產主義思想，於文學方面，該《三字集》也宣告1930年代臺灣話文運動達到了文藝大眾化的實際成果。
三字集發行不久後，隨即遭台灣總督府查禁，同年年末，三字集發行人與編者均遭駐台日警逮捕入獄，如農民組合、赤色救援會暨三字集發行人簡吉就旋即被宣判十年徒刑。

## 目的
- 激發階級意識為主
- 描寫無產大眾受壓迫的苦況
- 控訴台灣地主、資本家與帝國主義相互勾結，剝削無產大眾
- 宣揚蘇維埃為無產階級剝削的理想世界
- 倡導共產主義革命的必要

## 節錄
- 無產者，散赤人，勞動者，日做工，做不休，負債重，滯破厝，壞門窗。
- 資本家，收大租，大會社，大規模，飲燒酒，雞肉絲，香肉干，紅燒魚，金甌碗，象牙箸，用石棹，藤交椅。
- 通世界，歹景氣，全民眾，淚淋漓，資本狗，辦政治，獨裁制，隨在伊，貧工農，無權利，眾貧民，起抗議，無道政府將倒去，白色恐怖愈橫起。

## 相關詞條
- 台灣共產黨
- 台灣農民組合